# 代数

上圖為二次方程式以代數式表達公式解，方程中各項係數為, 和而不為0。

代數是一個較為基礎的數學分支。它的研究對象有許多。諸如數、數量、代數式、關係、方程理論、代數結構等等都是代數學的研究對象。
初等代數一般在中學時講授，介紹代數的基本思想：研究當我們對數字作加法或乘法時会發生什麼，以及了解變數的概念和如何建立多項式並找出它們的根。
代數的研究對象不僅是數字，还有各種抽象化的結構。例如整數集作為一個帶有加法、乘法和序關係的集合就是一個代數結構。在其中我們只關心各種關係及其性質，而對於「數本身是甚麼」這樣的問題並不關心。常見的代數結構類型有群、環、域、模、線性空間等。

## 历史

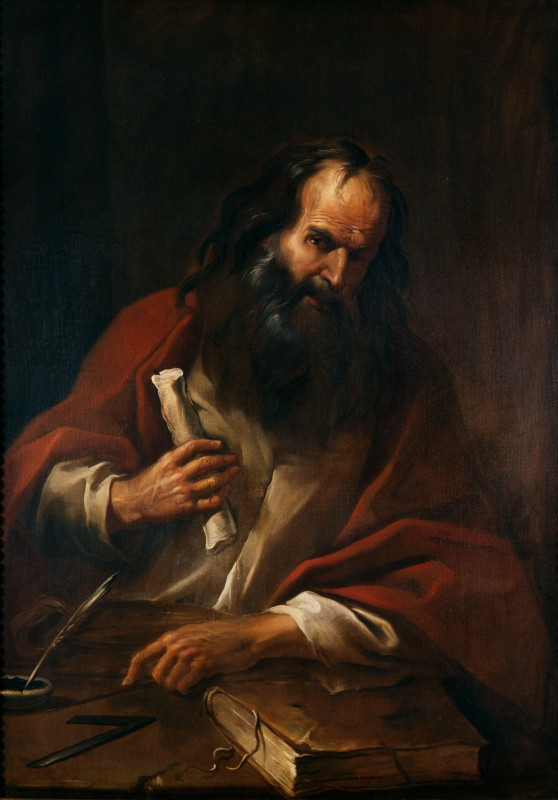
希臘數學家歐幾里得在其著作《幾何原本》中詳述幾何性的代數。

代數的起源可以追溯到古巴比倫的時代，當時的人們發展出了較之前更進步的算術系統，使其能以代數的方法來做計算。經由此系統的被使用，他們能夠列出含有未知數的方程並求解，這些問題在今日一般是使用線性方程、二次方程和不定線性方程等方法來解答的。相對地，這一時期大多數的埃及人及西元前1世紀大多數的印度、希臘和中國等數學家則一般是以幾何方法來解答此類問題的，如在《萊因德數學紙草書》、《繩法經》、《幾何原本》及《九章算術》等書中所描述的一般。希臘在幾何上的工作，以幾何原本為其經典，提供了一個將解特定問題解答的公式廣義化成描述及解答方程之更一般的系統之架構。
代數的英語為 algebra ，源於阿拉伯語單字「al-jabr」，出自《代數學》（阿拉伯語：al-Kitāb al-muḫtaṣar fī ḥisāb al-ğabr wa-l-muqābala）這本書的書名上，意指移項和合並同類項之計算的摘要，其為波斯回教數學家花拉子米於820年所著。Al-Jabr此詞的意思為「重聚」。傳統上，希臘數學家丟番圖被認為是「代數之父」，但現在則有些爭論，是否花拉子米比丟番圖更適合此稱號。支持花拉子米的人指出其對於約化的成果到今日都還有用途，且他更給出了一個解答二次方程的一詳盡說明。而支持丟番圖的人則主張在Al-Jabr裡出現的代數比在Arithmetica裡出現的更為基本，且Arithmetica是簡字的而Al-Jabr卻完全是文辭的。另一位波斯數學家歐瑪爾·海亞姆發展出代數幾何，且找出了三次方程的一般幾何解法。印度數學家摩訶吠羅和婆什迦羅與中國數學家朱世杰解出了許多三次、四次、五次及更高次多項式方程的解了。
代數更進一步發展的另一個關鍵事件在於三次及四次方程的一般代數解，其發展於16世紀中葉。行列式的概念發展於17世紀的日本數學家關孝和手中，並於十年後由萊布尼茨繼續發展著，其目的是為了以矩陣來解出線性方程組的答案來。加布里爾·克拉默也在18世紀時在矩陣和行列式上做了一樣的工作。抽象代數的發展始於19世紀，一開始專注在今日稱為伽羅瓦理論及規矩數的問題上。

### 發展歷程
符号代数的发展历程漫长而曲折，大致可分为四个阶段。最初的文辞代数，兴起于巴比伦时期，并一直延续到16世纪。它完全依靠文字来表述和解决代数问题。随后，几何建构代数逐渐兴起，在吠陀时期和古希腊数学家那里得到重视，他们利用几何图形来解决代数问题。第三个阶段是简字代数，由丢番图在其著作巴赫沙里手稿中发展而来，引入了缩写和符号来表示未知数和运算。最终，在莱布尼茨时期，符号代数发展到顶峰，成为了人们今天所熟知的代数形式。

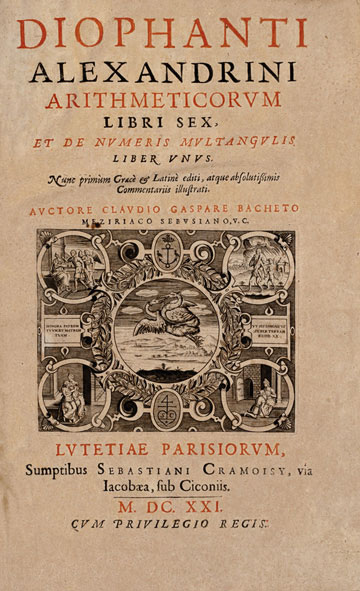
丢番图著的Arithmetica1621年版的封面，由梅齊里亞克翻成拉丁文。

追溯代数发展的历史，最早可以追溯到公元前1800年左右，旧巴比伦的斯特拉斯堡泥板书中就记载了人们对二次椭圆方程解法的探索。公元前1600年左右，普林顿322号泥板书中以巴比伦楔形文字记录了勾股数列表。公元前800年左右，印度数学家包德哈亚那在其著作包德哈尔那绳法经中使用代数方法找到了勾股数，并给出了线性方程和二次方程的几何解法。约公元前600年，阿帕斯檀跋在其著作中提出了一次方程的一般解法和包含至多五个未知数的丢番图方程组的解法。
古希腊数学家欧几里德在其著作《几何原本》中，使用尺规作图的方法，基于毕达哥拉斯学派的几何学，给出了二次方程的解法。同一时期，倍立方问题的几何解法也被提出，然而，后人证明该问题无法使用尺规作图方法求解。公元前100年左右，中国数学家在《九章算术》中对代数方程进行了深入研究，其中包括使用试位法求解线性方程、二次方程的几何解法以及类似于现代消元法的方法求解线性方程组，并应用了一次内插法。与此同时，在古印度，巴赫沙里手稿中出现了使用字母和其他符号的代数标记法，其中包含三次和四次方程、多达五个未知数的线性方程的代数解、二次方程的一般代数公式以及不定二次方程和方程组的解法。
公元150年左右，希腊化埃及数学家希罗在其三卷数学著作中论述了代数方程。大约200年后，被誉为“代数之父”的丢番图在其著作算术中系统地论述了代数方程的解法和数论问题。
之后，印度数学家阿耶波多和婆罗摩笈多在5世纪和7世纪分别对线性方程、不定方程和二次方程做出了重要贡献。婆罗摩笈多甚至认识到了二次方程的负数根和无理数根。同一时期，中国数学家王孝通找到了三次方程的数值解，僧一行则将不等间距内插法应用于《大衍历》的计算中。
公元820年，波斯数学家花拉子米的著作完成和平衡计算法概要标志着现代代数学的诞生。他系统地论述了线性方程与二次方程的求解方法，被后世誉为“代数之父”。之后，波斯和印度数学家在高次方程和不定方程的研究方面取得了突破性进展。阿爾卡拉吉将花拉子米的代数方法进一步扩展，引入了未知数的整数次方和整数开方运算。印度数学家摩訶吠羅解出了许多高次方程和不定方程。中国数学家贾宪使用贾宪三角形找到了多项式方程的数值解，而朱世杰则在多项式代数和多元高次方程组的求解方面做出了重要贡献。
从16世纪开始，欧洲数学家在代数领域取得了重大突破。费罗、塔尔塔利亚和卡尔达诺等人先后解决了三次方程的求解问题。弗朗索瓦·韦达和托马斯·哈里奥特在改进代数符号系统方面做出了重要贡献。莱布尼茨在17世纪发展了形式规则的符号操作概念，为现代代数奠定了基础。与此同时，日本数学家关孝和在行列式和高次方程求解方面也取得了重要成果。
18世纪，加布里爾·克拉默提出了克萊姆法則，并对代数曲线、矩阵和行列式进行了研究。最后，在19世纪，埃瓦里斯特·伽罗瓦的工作发展出了伽罗瓦理论，标志着抽象代数的诞生。

## 分类

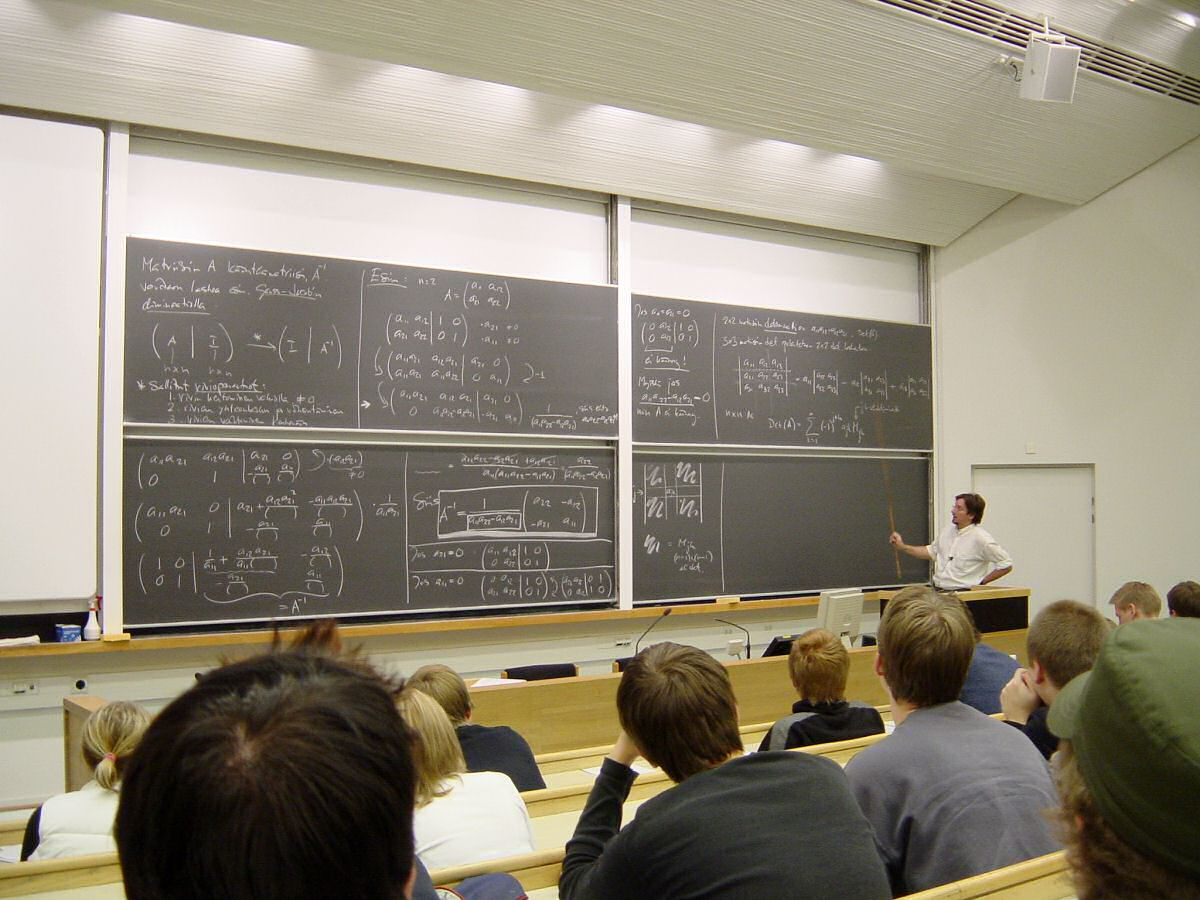
教導行列式和逆矩陣的線性代數課程

- 初等代数：學習以位置標誌符(place holders)標記常數和變數的符號，與掌控包含這些符號的表示式及方程式的法則，來記錄實數的運算性質。（通常也會涉及到中等代數和大學代數的部分範圍。）
- 抽象代數：討論代數結構的性質，例如群、環、域等。這些代數結構是在集合上定義運算而來，而集合上的運算則適合某些公理。
- 線性代數：專門討論矢量空間，包括矩陣的理論。
- 泛代數，討論所有代數結構的共有性質。
- 計算代數：討論在電腦上進行數學的符號運算的演算法。

## 初等代數
初等代數是代數中最基本的一種類型。其教導對象為假定不具有對算術基本原則之類的數學知識之學生。雖然在算術裡，只有數和其算術運算（如加、減、乘、除）會出現；而在代數，數則通常會以 {\displaystyle a}、{\displaystyle b}、{\displaystyle m}、{\displaystyle n}、{\displaystyle x}、{\displaystyle y} 等符号來標記，表达式则会以 {\displaystyle f(x)}、{\displaystyle g(x)}、{\displaystyle f(g(x))}、{\displaystyle f(x_{1},x_{2})} 等符号来标记。這是很有用的，因為：
- 它允許對算術定理之一般性公式的描述（如{\displaystyle \forall a\in \mathbb {R} ,b\in \mathbb {R} ,a+b=b+a} ），且此為對實數性質做系統性描述的第一步。
- 它允許指涉未知數、將方程公式化及學習如何去解答（如「找一數 {\displaystyle x}，使其 {\displaystyle 3x+1=10} 的方程成立）。
- 它允許將函數關係公式化（如「若你賣了 {\displaystyle x} 張票，則你將獲利 {\displaystyle (3x-10)} 元，亦即 {\displaystyle f(x)=3x-10}，其中 {\displaystyle f} 為其函數，且 {\displaystyle x} 為此函數輸入的值。」）。

## 抽象代數
抽象代數將基本代數和數的算術中的一些相似概念延廣成更一般的概念。
集合：不單只考量數的不同類型，抽象代數處理更為一般的概念－集合：一群稱為元素之物件的聚集。所有相似類型的數都是一種集合。另一些集合的例子有所有兩階方陣組成之集合、所有兩次多項式組成的集合、所有平面的二維向量所組之集合、及如如整數同餘 {\displaystyle n} 的群之循環群等各種有限群。集合論是邏輯的一個分支且技術上不屬於代數的一種分支。
二元運算：加法{\displaystyle +}的概念被抽象化成了一種二元運算，稱之為*。對於在集合 {\displaystyle S} 內的兩個元素 {\displaystyle a} 和 {\displaystyle b}， {\displaystyle a*b} 會給出集合內的另一個元素（技術上，此條件稱之為封閉性）。加法{\displaystyle +}、減法{\displaystyle -}、乘法{\displaystyle \times }、除法{\displaystyle \div }都是二元運算，且矩陣、向量及多項式等之加法和乘法也是二元運算。
單位元素：零和一兩個數被抽象化成單位元素的概念。零是加法的單位元素而一則是乘法的單位元素。對於一任意的二元運算*，單位元素{\displaystyle e}必須得滿足{\displaystyle a*e=a}和{\displaystyle e*a=a}兩個條件。其在加法中為{\displaystyle a+0=a}和{\displaystyle 0+a=a}，而在乘法中則為{\displaystyle a\times 1=a}和{\displaystyle 1\times a=a}。但若取正自然數和加法，則其不存在有單位元素。
逆元素：負數導致出了逆元素的概念。對加法而言，{\displaystyle a}的逆元素為{\displaystyle -a}，而對乘法而言，其逆元素則為{\displaystyle 1/a}。一通常之逆元素{\displaystyle a^{-1}}必須滿足{\displaystyle a*a^{-1}=e}和{\displaystyle a^{-1}*a=e}之性質。
結合律：整數的加法有一稱為結合律的性質。亦即，數相加的順序不影響其總和。例如：{\displaystyle \left(2+3\right)+4=2+\left(3+4\right)}。一般化地，其可以被寫成{\displaystyle (a*b)*c=a*(b*c)}。此一性質在大多數的二元運算中存在著，但不包括減法和除法。
交換律：整數的加法有一稱為交換律的性質。亦即，數被加的順序不影響其總和。例如：{\displaystyle 2+3=3+2}。一般化地，其可以被寫成{\displaystyle a*b=b*a}。只有一些二元運算擁有此一性質。其在整數的加法和乘法上成立，但在矩陣乘法上則不成立。

### 群
結合上面的概念可給出在數學中最重要的結構之一：群。群為一個集合{\displaystyle S}和一二元運算*之結合，使其可有如下性質：
- 此運算是封閉的：若{\displaystyle a}和{\displaystyle b}為{\displaystyle S}之元素，則{\displaystyle a*b}也會是。

實際上，提及此性質是很多餘的，因為每一個二元運算都已經說過其運算為封閉了。但封閉性经常被强調為群的一種性質。
- 存在單位元素{\displaystyle e}，使得對每個於{\displaystyle S}內的元素{\displaystyle a,e*a}和{\displaystyle a*e}都會等同於{\displaystyle a}。
- 每一元素都存在一逆元素：對每一於{\displaystyle S}內的元素{\displaystyle a}，存在一元素{\displaystyle a^{-1}}，使得{\displaystyle a*a^{-1}}和{\displaystyle a^{-1}*a}都會等同於單位元素。
- 此運算是可結合的：若{\displaystyle a}、{\displaystyle b}和{\displaystyle c}為{\displaystyle S}的元素，則{\displaystyle (a*b)*c}會等同於{\displaystyle a*(b*c)}。

若一群亦為可交換的－即對任兩個於{\displaystyle S}內的元素{\displaystyle a}和{\displaystyle b,a*b}會等同於{\displaystyle b*a}－則此群稱為阿貝爾群。
例如，加法的運算下之整數集合為一個群。在此一群中，其單位元素是 {\displaystyle 0} 且其任一元素 {\displaystyle a} 的逆元素為其負數 {\displaystyle -a}。其有關結合律的要求亦是吻合的，因為對任何整數 {\displaystyle a}、{\displaystyle b}、{\displaystyle c}，{\displaystyle \left(a+b\right)+c=a+\left(b+c\right)}。
非零有理數會形成一個於乘法下的群。在此，其單位元為 {\displaystyle 1}，當對於任一有理數 {\displaystyle a}，{\displaystyle 1\times a=a\times 1=a}。{\displaystyle a} 的逆元素為 {\displaystyle {\frac {1}{a}}}，當 {\displaystyle a\times {\frac {1}{a}}=1}。
但無論如何，於乘法運算下的整數不會形成一個群。這是因此一整數的乘法逆元通常不會是一個整數。例如，{\displaystyle 4}是一個整數，但其乘法逆元為{\displaystyle 1/4}，不為一個整數。
群的理論被學習於群論中。此一理論的一主要成果為有限簡單群分類，主要發表於1955年至1983年之間，其目的在於將所有的有限簡單群分類至約30種的基本類型中。
| 例子     |                                    |                                    |                                  |                                    | | | | |                                                      |                                                      |
| 集合:    | 自然數{\displaystyle \mathbb {N} } | 自然數{\displaystyle \mathbb {N} } | 整數{\displaystyle \mathbb {Z} } | 整數{\displaystyle \mathbb {Z} }   | 有理數{\displaystyle \mathbb {Q} }（實數{\displaystyle \mathbb {R} }、複數{\displaystyle \mathbb {C} }） | 有理數{\displaystyle \mathbb {Q} }（實數{\displaystyle \mathbb {R} }、複數{\displaystyle \mathbb {C} }） | 有理數{\displaystyle \mathbb {Q} }（實數{\displaystyle \mathbb {R} }、複數{\displaystyle \mathbb {C} }） | 有理數{\displaystyle \mathbb {Q} }（實數{\displaystyle \mathbb {R} }、複數{\displaystyle \mathbb {C} }） | 整數同餘{\displaystyle 3}: {\displaystyle \{0,1,2\}} | 整數同餘{\displaystyle 3}: {\displaystyle \{0,1,2\}} |
| 運算     | {\displaystyle +}                  | {\displaystyle \times } （不含零） | {\displaystyle +}                | {\displaystyle \times } （不含零） | {\displaystyle +}                                                                                        | {\displaystyle -}                                                                                        | {\displaystyle \times } （不含零）                                                                       | {\displaystyle \div }（不含零）                                                                          | {\displaystyle +}                                    | {\displaystyle \times } （不含零）                   |
| 封閉性   | 是                                 | 是                                 | 是                               | 是                                 | 是 | 是 | 是 | 是 | 是                                                   | 是                                                   |
| 單位元素 | {\displaystyle 0}                  | {\displaystyle 1}                  | {\displaystyle 0}                | {\displaystyle 1}                  | {\displaystyle 0}                                                                                        | NA | {\displaystyle 1}                                                                                        | NA | {\displaystyle 0}                                    | {\displaystyle 1}                                    |
| 逆元素   | NA                                 | NA                                 | {\displaystyle -a}               | NA                                 | {\displaystyle -a}                                                                                       | {\displaystyle a}                                                                                        | {\displaystyle {\frac {1}{a}}}                                                                           | {\displaystyle a}                                                                                        | {\displaystyle 0,2,1}                                | 分別為NA,{\displaystyle 1,2}                         |
| 結合律   | 是                                 | 是                                 | 是                               | 是                                 | 是 | 否 | 是 | 否 | 是                                                   | 是                                                   |
| 交換律   | 是                                 | 是                                 | 是                               | 是                                 | 是 | 否 | 是 | 否 | 是                                                   | 是                                                   |
| 結構     | 幺半群                             | 幺半群                             | 阿貝爾群                         | 幺半群                             | 阿貝爾群                                                                                                 | 擬群 | 阿貝爾群                                                                                                 | 擬群 | 阿貝爾群                                             | 阿貝爾群（{\displaystyle \mathbb {Z} _{2}}）         |

半群、擬群和幺半群是類似於群的結構，但更具一般性。它們由一個集合和一個封閉二元運算所組成，但不必然滿足其他條件。半群有一結合二元運算，但沒有單位元素。幺半群是一有單位元素但可能沒有每個元素之逆元素的半群。擬群滿足任一元素皆以一唯一的前或後運算轉換成另一元素，但此一二元運算可能不具結合律。
所有的群都是幺半群，且所有的幺半群都是半群。

### 環和體－具兩個二元運算的結構
群只有一個二元運算。但為了完整說明不同類型的數之行為，具兩個運算子的結構是需要的。其中最重要的為環和體。
分配律廣義化了數中的分配律，且要求其運算子運算時應採之順序（稱為優先權）。對於整數而言，{\displaystyle (a+b)\times c=a\times c+b\times c}且{\displaystyle c\times (a+b)=c\times a+c\times b}，而且{\displaystyle \times }稱之此於+上是可分配的。
環有兩個二元運算{\displaystyle +}和{\displaystyle \times }，其中{\displaystyle \times }於{\displaystyle +}上是可分配的。在第一個運算{\displaystyle +}下，它會形成一個阿貝爾群。而在第二個運算{\displaystyle \times }下，其為結合的，但不需要有一單位元素或逆元素，所以除法是不被允許的。其加法{\displaystyle +}單位元寫成{\displaystyle 0}，而其{\displaystyle a}的加法逆元則寫成{\displaystyle -a}。
整數是環的一個例子。其有使其為一整環的額外性質。
體是一具有在運算{\displaystyle \times }下，除了{\displaystyle 0}的所有元素會形成一阿貝爾群之額外性質的環。其乘法{\displaystyle \times }單位元素寫成{\displaystyle 1}，而其{\displaystyle a}的乘法逆元則寫成{\displaystyle a^{-1}}。
有理數、實數和複數都是體的例子。

## 代數
代數一詞亦可用來稱呼不同的代數結構，包含有：
- 交換環上的代數
- 集合上的代數
- 布尔代數
- 範疇論內的F-代數和F-對偶代數
- Σ代數

## 外部連結
- Sparknotes' Review of Algebra I and II（页面存档备份，存于）
- ExampleProblems.com（页面存档备份，存于） Example problems and solutions from basic（页面存档备份，存于） and abstract（页面存档备份，存于） algebra.
- Purplemath.com "Your Algebra Resource"（页面存档备份，存于）
- What Is Algebra?（页面存档备份，存于）
- Online Algebra Graphing Calculator - WebGraphing.com（页面存档备份，存于）
- Step by step algebra problem solver - algebrasolver.com（页面存档备份，存于）
- Algebra Basics from kwizNET Learning System（页面存档备份，存于）